# Gisela Reißmann
Gisela Reißmann (* 1920; † 17. April 2009 in Jena) war eine deutsche Synchronsprecherin und Schauspielerin.

## Leben
Ende der 1940er Jahre begann sie ihre berufliche Karriere zunächst als Haus-Modell für Modeschöpfer wie Heinz Oestergaard. Als Schauspielerin sah man sie unter anderem in Spielbank-Affäre (1957), als böse Stiefmutter in Schneewittchen (1959) und in einem weiteren Märchenfilm Der vertauschte Prinz (1962).
Reißmann ist allerdings überwiegend als Synchronsprecherin in den 1960er Jahren bekannt geworden. Ihre Stimme wurde häufig in Disney-Filmen für böse Charaktere eingesetzt. Dazu gehören zum Beispiel die böse Königin und die Hexe aus Schneewittchen und die sieben Zwerge (1937) in der zweiten deutschen Synchron-Fassung und Malefiz aus Dornröschen (1959). Durch diese Rollen erlangte sie ihren höchsten Bekanntheitsgrad. Innerhalb von 20 Jahren, ab 1955, war Gisela Reißmann an über 260 Synchronisationen beteiligt. Nachdem sie sich 1975 aus dem Geschäft zurückgezogen hatte, war es um sie sehr still geworden.
Am Abend des 17. April 2009 starb Gisela Reißmann im Alter von 89 Jahren in ihrer Jenaer Villa an Herzversagen.

## Filmografie
- 1957: Spielbank-Affäre
- 1959: Schneewittchen
- 1962: Der vertauschte Prinz

## Synchronrollen (Auswahl)
Quelle: Deutsche Synchronkartei
| Schauspielerin       | Film/Serie                                             | Rolle               |
| -------------------- | ------------------------------------------------------ | ------------------- |
| Annie Cordy          | Die Katze                                              | Nelly               |
| Betsy Palmer         | Stern des Gesetzes                                     | Nona Mayfield       |
| Caterina Boratto     | Die 120 Tage von Sodom                                 | Signora Castelli    |
| Dawn Addams          | Wollen Sie mit mir tanzen?                             | Anita Floers        |
| Joan Crawford        | Die Zwangsjacke                                        | Lucy Harbin         |
| Eileen Herlie        | Glück auf Raten                                        | Annes Mutter        |
| Eleonora Rossi Drago | Der Teppich des Grauens                                | Mabel Hughes        |
| Eleonora Rossi Drago | Das Bildnis des Dorian Gray                            | Esther Clouston     |
| Eleonora Rossi Drago | Nur tote Zeugen schweigen                              | Magda Bergen        |
| Erni Arneson         | Die Baronin von der Tankstelle                         | Clarissa Rabenfeldt |
| Hermione Baddeley    | Blockade in London (2. Synchro)                        | Edie Randall        |
| Hermione Baddeley    | Aristocats                                             | Madame Adelaide     |
| Honor Blackman       | Shalako                                                | Lady Julia Daggett  |
| Irene Dailey         | Bizarre Morde                                          | Mrs Fitts           |
| Jan Sterling         | 1984                                                   | Julia               |
| Lucille La Verne     | Schneewittchen und die sieben Zwerge (2. Synchro 1966) | Die böse Königin    |
| Barbara Stanwyck     | Er kam nur nachts                                      | Irene Trent         |
| Marlene Dietrich     | Im Zeichen des Bösen                                   | Tana                |
| Patricia Neal        | Frühstück bei Tiffany                                  | 2–E                 |
| Patricia Neal        | Der Wildeste unter Tausend                             | Alma Brown          |
| Patricia Neal        | Das Verlangen                                          | Alison Crawford     |
| Simone Signoret      | Mord im Fahrpreis inbegriffen                          | Eliane Darès        |
| Simone Signoret      | Brennt Paris?                                          | Wirtin              |
| Violet Shelton       | Verdacht (2. Synchro 1965)                             | Mrs. Barham         |
| Yvonne Furneaux      | Die Freundinnen                                        | Momina De Stefani   |

## Auszeichnungen
Am 17. Mai 1956 erhielt sie gemeinsam mit ihren Kollegen Lothar Blumhagen und Albert Venohr den Heinrich-Greif-Preis II. Klasse für die Synchronisation des französischen Films Rot und Schwarz.